# Latrunský výběžek
Latrunský výběžek (anglicky Latrun salient) je strategicky a historicky významná oblast Západního břehu Jordánu vybíhající formou úzkého protáhlého výběžku do teritoria Izraele. Je situován na pahorky nad Ajalonským údolím a pohledově kontroluje i přilehlou část pobřežní planiny

## Dějiny před rokem 1967

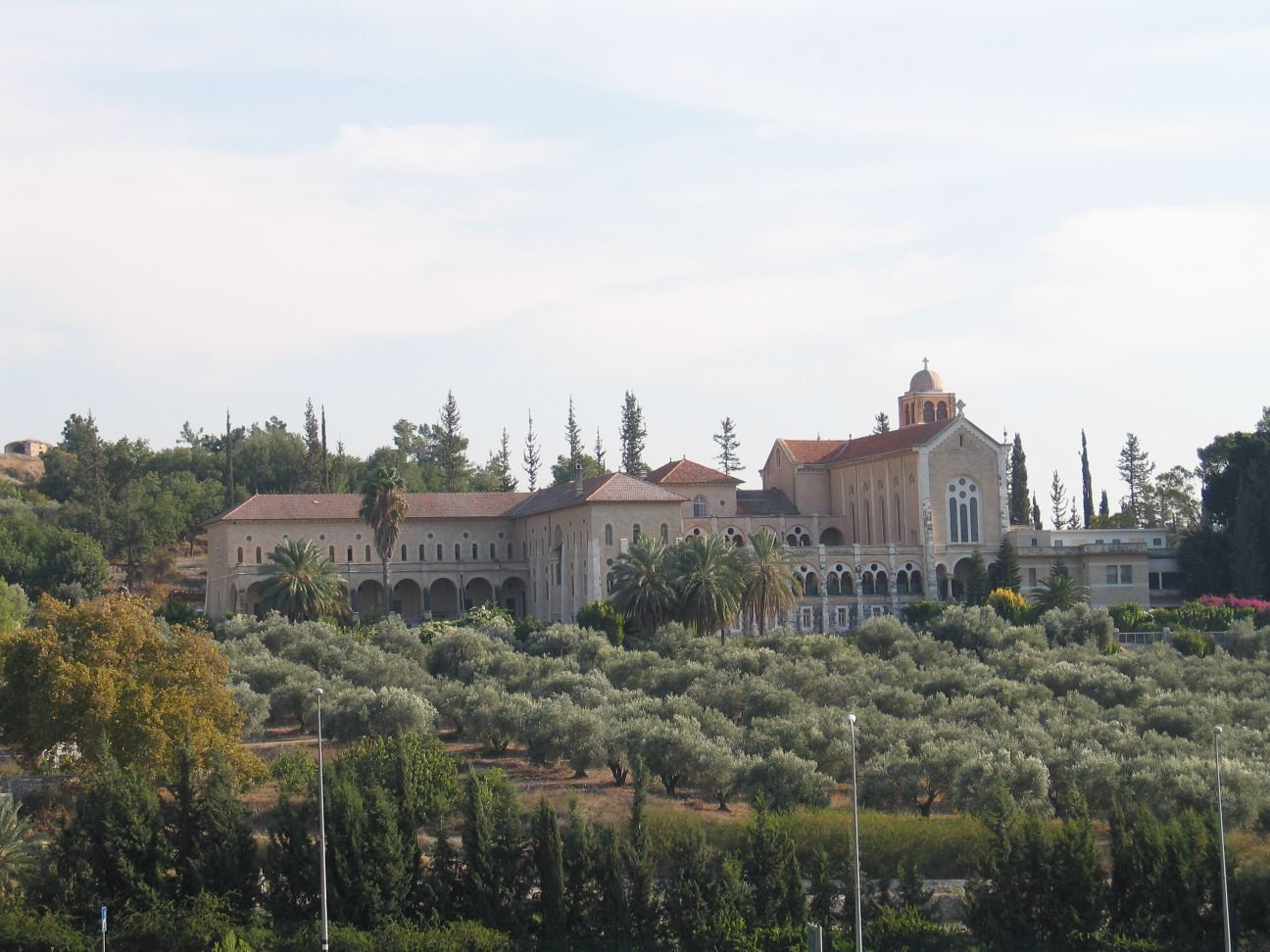
klášter Latrun

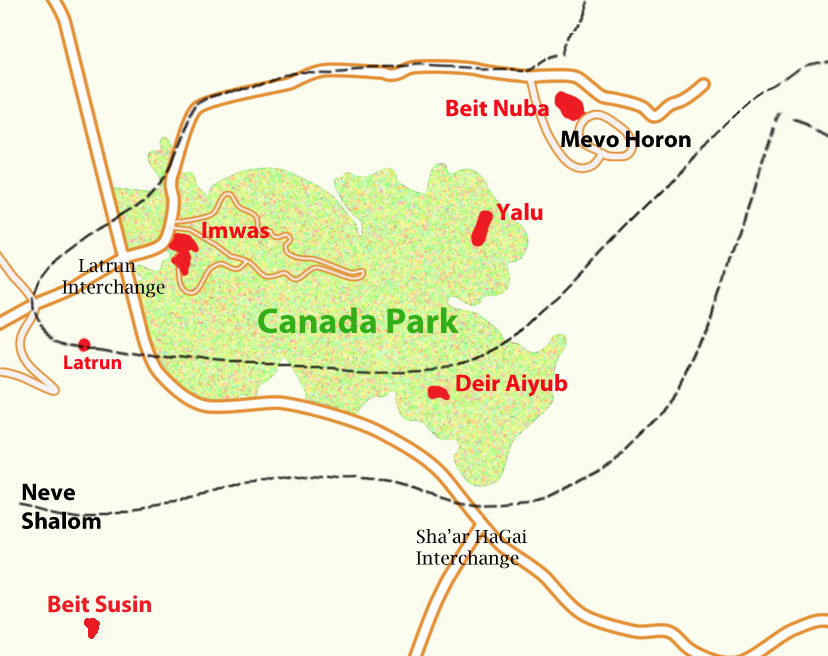
Mapa latrunského výběžku a vysídlených arabských vesnic

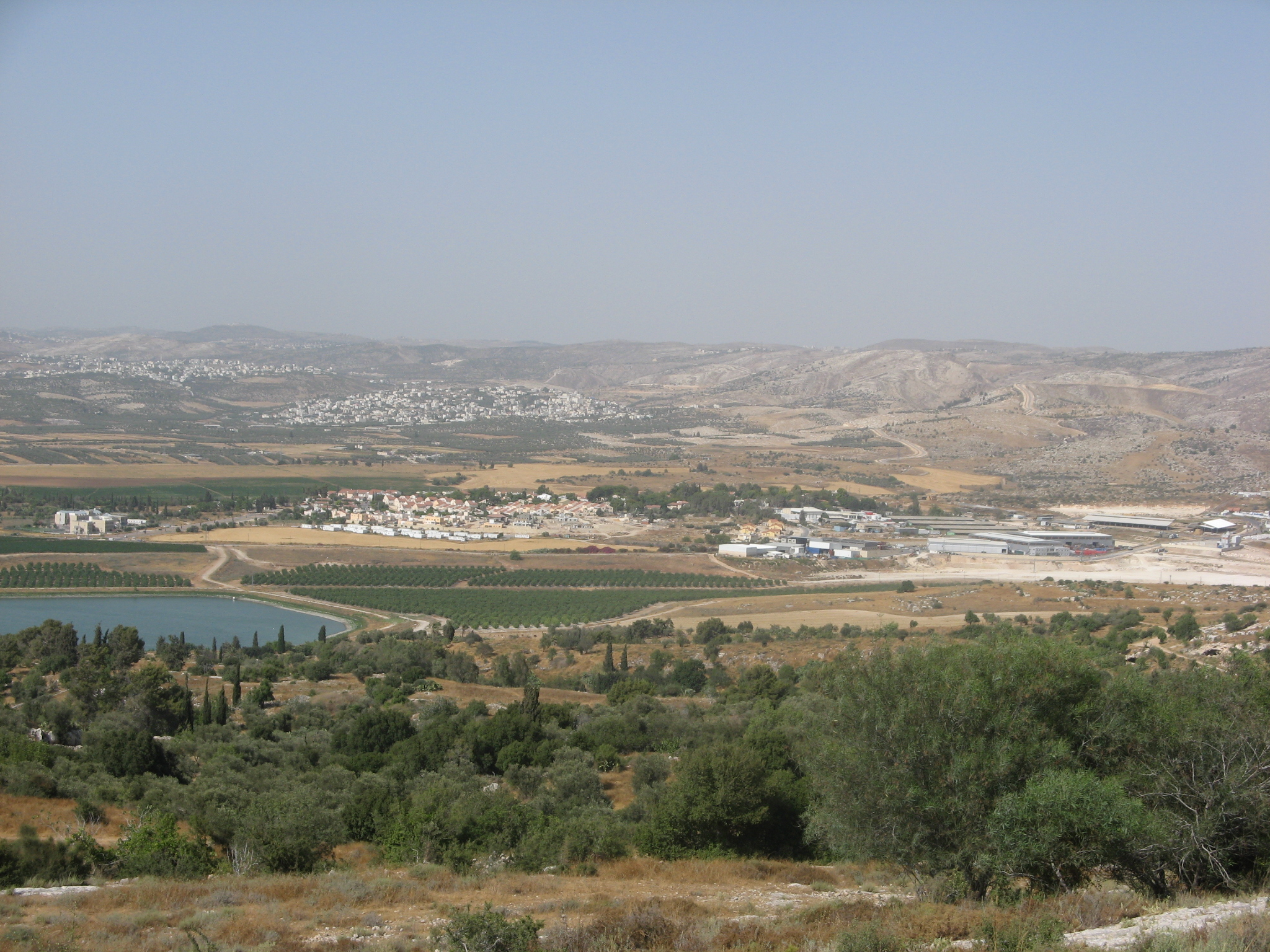
vesnice Mevo Choron zřízená v latrunském výběžku po roce 1967

Pojmenována je podle lokality Latrun s historickou kontinuitou osídlení (biblické Emauzy, křižácká pevnost, novověký latrunský klášter řádu trapistů). Latrunský výběžek vznikl v důsledku první arabsko-izraelské války v roce 1948, kdy byl Latrun místem opakovaných střetů izraelských a arabských sil (takzvané bitvy o Latrun). Izraelci nebyli v těchto bitvách úspěšní a Latrun zůstal i v rámci dohod o příměří z roku 1949 pod arabskou kontrolou a byl zahrnut do Jordánskem kontrolovaného Západního břehu Jordánu. Přičemž obě strany zde navíc oddělovalo několik kilometrů široké nárazníkové pásmo. V něm docházelo k občasným konfliktům. Vlastní plochu výběžku zaujímaly tři arabské vesnice Bajt Nuba, Imvas a Yalu.

## Dějiny po roce 1967
Během šestidenní války v roce 1967 Izraelci výběžek bez větších komplikací dobyli. Následně byly z latrunského výběžku vysídleny tři arabské vesnice. Šlo prakticky o jediný případ, kdy bylo na Západním břehu Jordánu po roce 1967 zničeno arabské osídlení. V ostatních případech byla arabská sídelní síť ponechána a pouze doplňována nově vznikajícími izraelskými osadami.
Napříč územím byla později vedena dálnice číslo 1. Území tak bylo fakticky anektováno k Izraeli. Na uvolněné ploše byl založen přírodní park Kanada a na severovýchodním okraji výběžku byla založena roku 1969 židovská vesnice (izraelská osada) Mevo Choron, která na části výběžku má zemědělsky využívané plochy. Koncem 20. století pak proběhlo i zřízení několika židovských vesnic v nárazníkovém pásmu, které výběžek dříve lemovalo a které je územím s nejasnou mezinárodněprávní příslušností, protože leží na pomezí Izraele v mezinárodně uznávaných hranicích a okupovaného Západního břehu Jordánu. Šlo o vesnice Nof Ajalon (založena roku 1994
), Makabim (dnes součástí města Modi'in-Makabim-Re'ut), Kfar Rut (založena 1977) a Lapid (vznikla roku 1996). Specifickým případem je vesnice Neve Šalom, která byla založena v jižním úseku nárazníkového pásma jako smíšená, židovsko-arabská vesnice zaměřená na mírové soužití. Urbanizaci oblasti okolo latrunského výběžku podporuje i vznik města Modi'in-Makabim-Re'ut v 90. letech 20. století severozápadně odtud, již zcela na území Izraele, které se velmi rychle vyvíjí v aglomeraci velkoměstského typu. Fyzicky pak anexi výběžku posílila i Izraelská bezpečnostní bariéra postavená počátkem 21. století, která Latrun a okolí situovala na izraelskou stranu této bariéry.
Politický status lokality ale zůstává nadále předmětem kontroverzí. V květnu 2011 se například německá státní firma Deutsche Bahn stáhla z podílu na výstavbě vysokorychlostní železniční trati Tel Aviv-Jeruzalém, protože trať krátkým úsekem probíhá přes latrunský výběžek.